# Estação Universidad de Santiago
A Estação Universidad de Santiago é uma das estações do Metrô de Santiago, situada em Santiago, entre a Estação San Alberto Hurtado e a Estação Estación Central. Faz parte da Linha 1.
Foi inaugurada em 15 de setembro de 1975. Localiza-se no cruzamento da Alameda com a Rua Jotabeche. Atende a comuna de Estación Central.